# Modoc
I Modoc sono una tribù di nativi americani che parlano una lingua della famiglia linguistica sahapti; in origine erano stanziati nel nord-est della California e nell'Oregon. Attualmente vivono nell'Oregon ed in Oklahoma. Da loro prende nome la contea di Modoc.

## Geografia
I Modoc occupavano un'area della California settentrionale compresa tra il fiume Lost e il lago Tule. Il loro stile di vita si basava principalmente sulla pesca e la caccia e possono essere considerati un gruppo di transizione tra i popoli che abitavano le Grandi Pianure e le tribù indiane della California.

## Ultime vicende dei Modoc
Poco si conosce su questa tribù prima dell'arrivo dei colonizzatori; una delle ultime volontà di uno dei suoi capi (Combutvausch) era di rifiutare la richiesta, fatta dall'uomo bianco, di entrare nelle riserve assegnate al suo popolo.
Il clima di tensione che si creò quando fu imposto agli indiani di entrare nella riserva, portò ad assalti alla tribù da parte dei cercatori d'oro e a rappresaglie indiane contro i coloni guidate da Schonchin.
Fu allora che un bianco di nome Ben Wright, a capo di una compagnia di volontari dell'Oregon, tentò di colpire con l'inganno i ribelli Modoc. Invitò gli indiani ad una pacifica festa e al mattino del giorno dopo circondò l'accampamento indiano, dando inizio alla carneficina dove fu ucciso anche il capo Combutvausch.
Kintpuash (o Capitan Jack secondo il nome datogli dai bianchi) divenne capo della tribù alla morte del padre Combutvausch. A causa della riconosciuta potenza bellica superiore dei bianchi fu propenso alla pacificazione ed entrò con il suo popolo nella riserva. Tuttavia, i rapporti con gli eterni nemici Klamath, anch'essi presenti nella medesima riserva, non erano buoni e la tribù fuggì per andare ad occupare i suoi vecchi territori. Per circa tre anni i Modoc vissero indisturbati, poi l'esercito statunitense fu incaricato di riportare la tribù all'interno della riserva. Capitan Jack manifestò la volontà di rientrare nella riserva ma, durante l'incontro tra i delegati delle due parti, i soldati pretesero con irruenza la consegna delle armi. Un guerriero si oppose con fermezza e ne nacque uno scontro a fuoco che si risolse nella fuga dei Modoc entro un territorio detto Lava Beds. I Lava Beds erano un'area impervia di pochi chilometri quadrati fatta di profondi crepacci, grotte, guglie e spesso coperta dalla nebbia dove i 200 Modoc (dei quali soltanto 50 guerrieri) si barricarono.

### L'ultima guerra dei Modoc
L'esercito degli Stati Uniti cercò di penetrare all'interno dell'area occupata dalla tribù con la cavalleria ma, anche a causa del terreno inadatto agli spostamenti con i cavalli, furono respinti dai tiratori Modoc.
Il generale Canby cercò allora di parlamentare con i Modoc nel tentativo di riportarli pacificamente all'interno della riserva ma Capitan Jack, ricordando gli eventi precedenti di Ben Wright, non si fidò dell'uomo bianco.
Nella successiva riunione della tribù Hooker Jim e Schonchin John (figlio di Schonchin) erano per continuare la guerra a oltranza, mentre Capitan Jack si manifestava più propenso a cercare una soluzione pacifica. I due Modoc accusarono Jack di codardia, cosicché quest'ultimo fu istigato dai due a redimersi e per fare ciò avrebbe dovuto uccidere il generale Canby: tale assassinio sarebbe dovuto avvenire durante l'incontro chiesto dallo stesso generale. E così avvenne.
Dopo l'assassinio del generale Canby, l'esercito Usa tentò più volte di penetrare con la fanteria nella fortezza naturale, ma i soldati venivano falciati uno dopo l'altro. Nella nebbia fitta che ricopriva la zona, si vedevano soltanto i lampi dei fucili che abbattevano i soldati. Si tentò allora di porre sotto assedio i Lava Beds con un continuo bombardamento con cannoni, ma anche questa operazione non dette nessun frutto poiché il terreno era ricco di grotte e crepacci che fornivano degli ottimi ripari ai Modoc.
La battaglia si protrasse per molto tempo e i pochi Modoc capaci di combattere riuscivano a tenere lontano l'esercito statunitense.

### La resa
Improvvisamente nel giugno 1873 gli istigatori della guerra ad oltranza Hooker Jim e Schonchin John si arresero al generale Davis (che aveva sostituito Canby) e aiutarono l'esercito a sconfiggere definitivamente Capitan Jack e i suoi ultimi fedeli.
Il successivo processo giudicò colpevole di omicidio Jack e i suoi più stretti collaboratori che furono in seguito impiccati a Fort Klamath nell'ottobre dello stesso anno.